# Joseph Othmar von Rauscher
Joseph Othmar von Rauscher (ur. 6 października 1797 w Wiedniu, zm. 24 listopada 1875 tamże) – austriacki duchowny katolicki, książę-arcybiskup Wiednia, kardynał.

## Życiorys
Kształcił się w rodzinnym mieście. Na Uniwersytecie Wiedeńskim uzyskał doktoraty z filozofii, prawa i teologii. Początkowo rodzice byli przeciwni jego wstąpieniu do seminarium duchownego, ale ostatecznie przyjęli wybór syna. Święcenia kapłańskie otrzymał 21 marca 1823 roku. Został następnie wikariuszem w Hutteldorf, a następnie wykładowcą historii Kościoła i prawa kanonicznego w Salzburgu, gdzie jego ulubieńcem był późniejszy kardynał Friedrich Josef von Schwarzenberg. Dzięki niemu spotkały go późniejsze awanse w karierze kościelnej. Schwarzenberg przyczynił się bowiem jako prymas do nominacji biskupiej dla swego dawnego wykładowcy.
W uznaniu "jego wybitnych cech, wiedzy i zasług" Rauscher mianowany został 29 stycznia 1849 roku ordynariuszem diecezji Seckau. Nominację Stolica Apostolska potwierdziła 12 kwietnia tego samego roku. Sakry udzielił mu kardynał von Schwarzenberg, arcybiskup Salzburga. Od roku 1852 był cesarskim pełnomocnikiem do zawarcia konkordatu. Negocjacje były żmudne i trudne. Ostatecznie podpisany został 5 listopada 1855 roku. 27 czerwca 1853 otrzymał nominację na arcybiskupa Wiednia. Dwa lata później otrzymał kapelusz kardynalski z tytułem prezbitera S. Mariae de Victoria. W roku 1869 został członkiem Komisji Przygotowawczej do Soboru watykańskiego I. Już podczas trwania obrad był przywódcą hierarchów przeciwnych dogmatowi o nieomylności papieża. Zmarł w Wiedniu i pochowany został w katedrze metropolitalnej.